# لوسین مامیان
لوسین هنریکی مامیان (ارمنی: Լուսին Հենրիկի Մամյան؛ زاده ۲۲ نوامبر ۱۹۶۶) یک نقاش و معمار اهل ارمنستان است.

## زندگی‌نامه
وی در ۲۲ نوامبر ۱۹۶۶ به دنیا آمد و از دانشگاه ملی پلی‌تکنیک ارمنستان فارغ‌التحصیل گشت. وی دختر هنریک مامیان می‌باشد. وی عضو اتحادیه معماران ارمنستان (۱۹۹۵) و اتحادیه هنرمندان ارمنستان (۲۰۱۳) می‌باشد. وی در یروان‌ناخاگیتس () و دانشگاه ملی معماری و شهرسازی ارمنستان () فعالیت کرده است. 

## نگارخانه

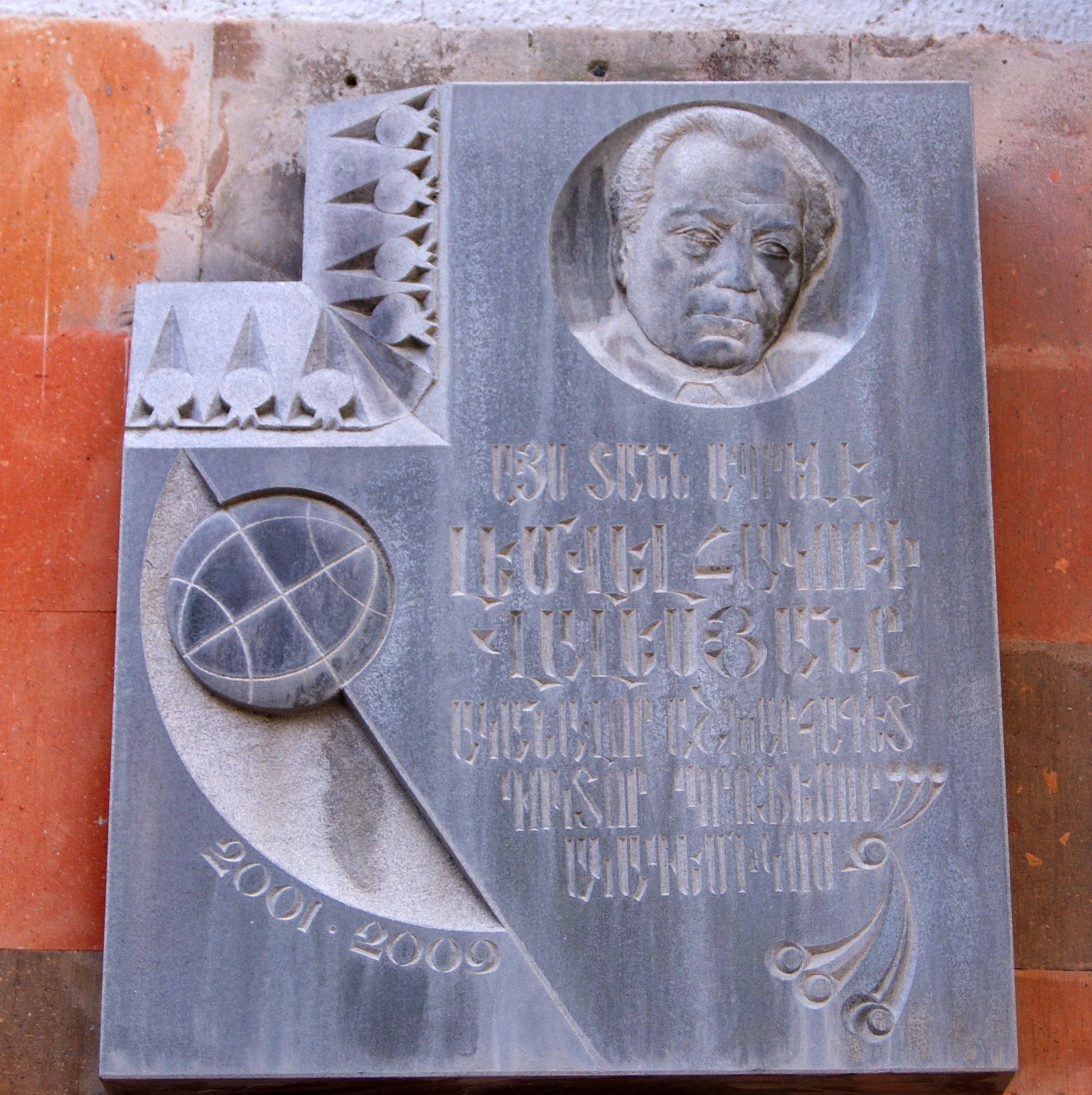
پلاک یادبود لموئل والسیان در ایروان

## آثار
- مهدکودک در ایروان
- باشگاه قایق‌رانی در ساحل دریاچه سوان